# Église de l'Assomption-de-la-Vierge de Villiers-Herbisse
L'église de l'Assomption-de-la-Vierge est une église située à Villiers-Herbisse, en France.

## Description

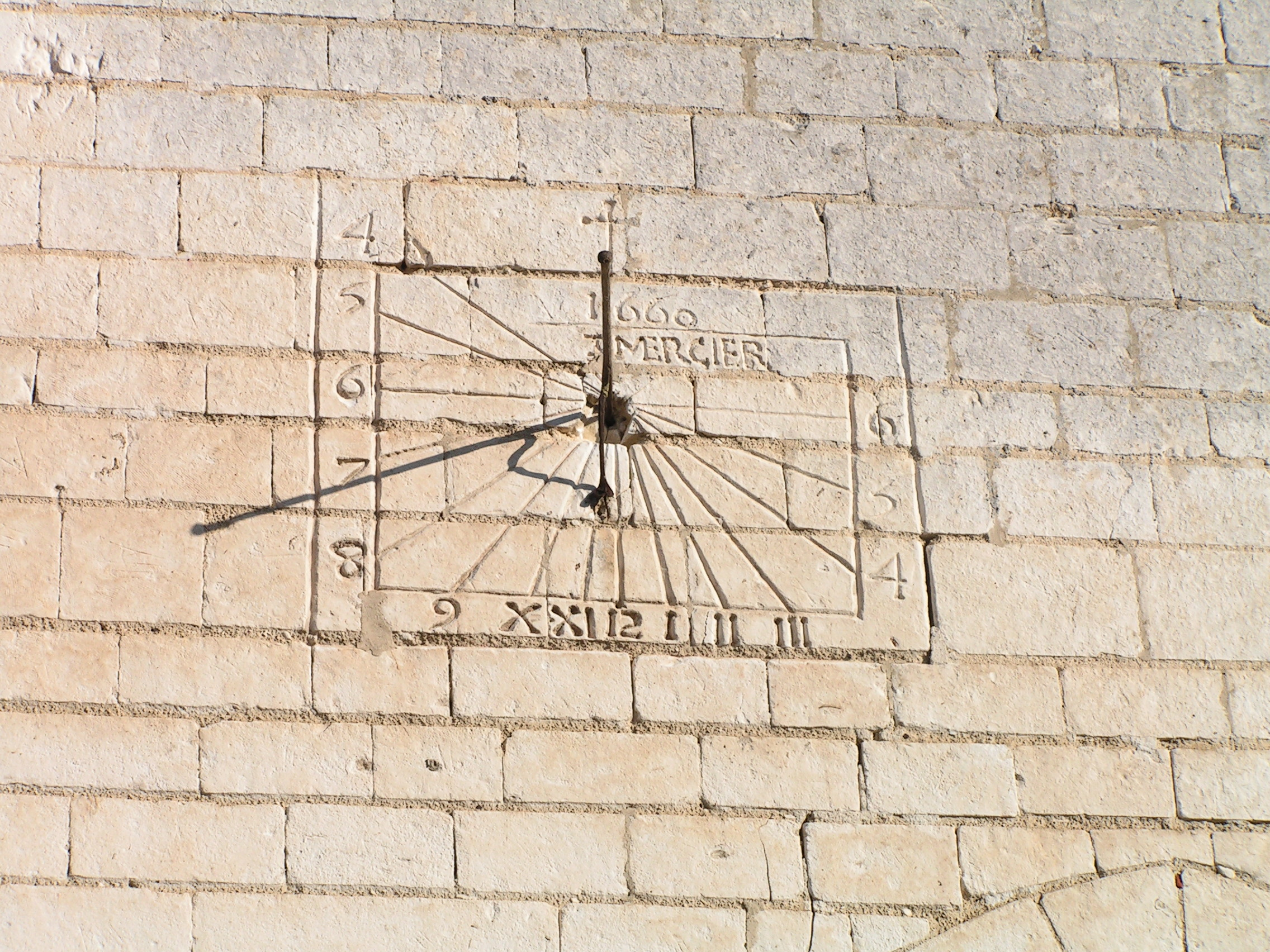
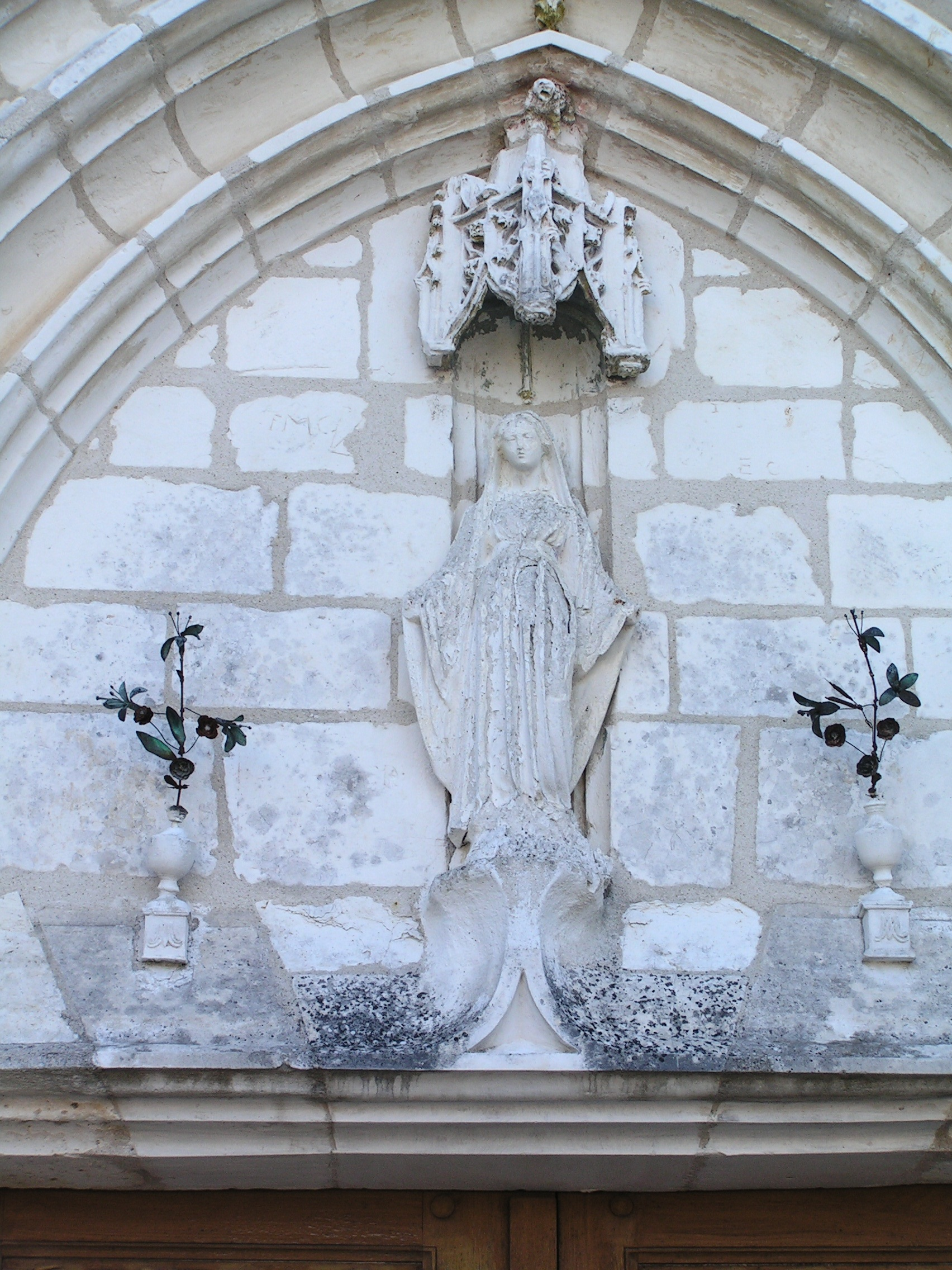
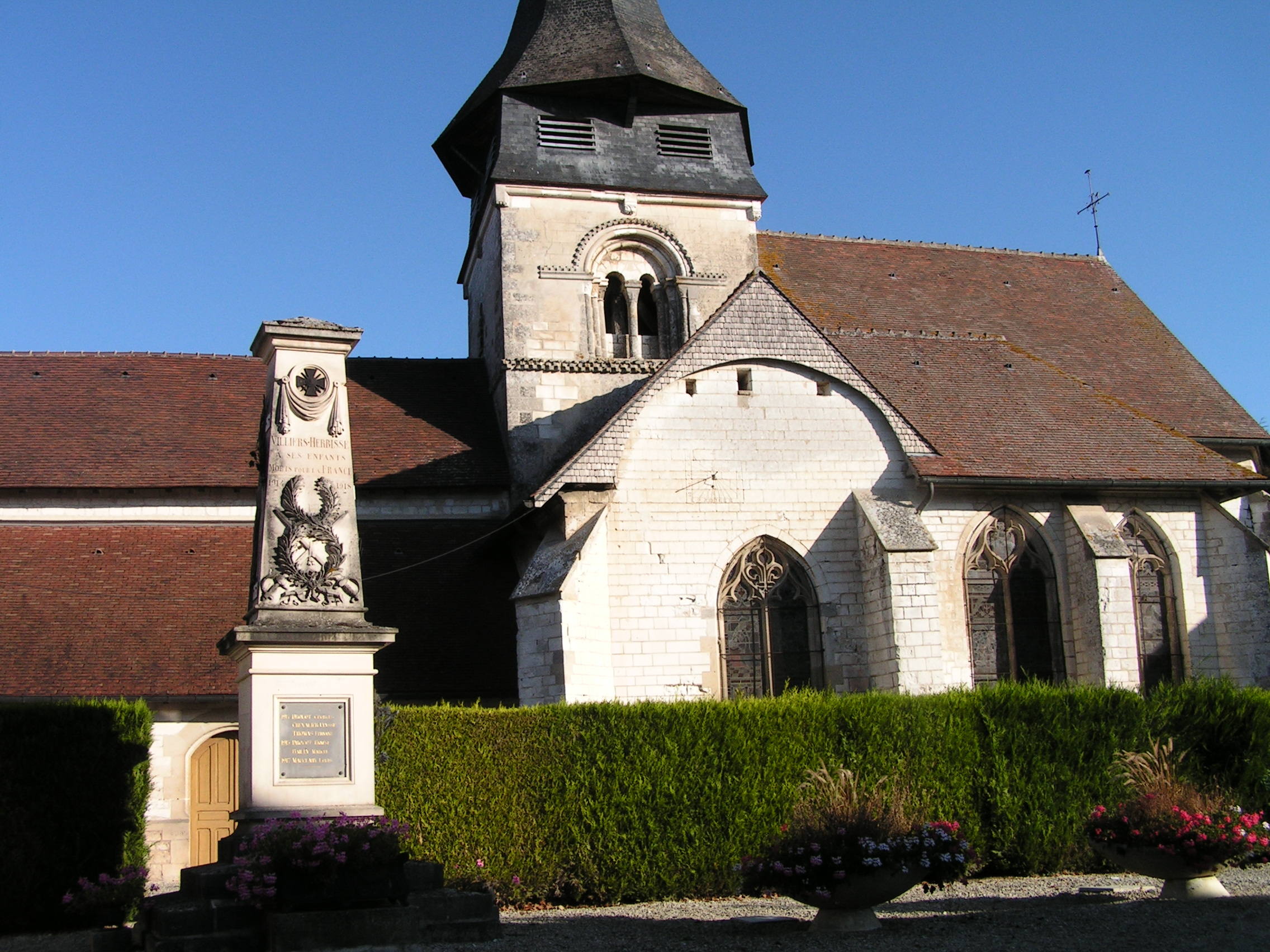

## Localisation
L'église est située sur la commune de Villiers-Herbisse, dans le département français de l'Aube.

## Historique
L'édifice est classé au titre des monuments historiques en 1958.